# Chinleïta-(Ce)
La chinleïta-(Ce) és un mineral de la classe dels sulfats, anàleg de la chinleïta-(Y) i de la chinleïta-(Nd).

## Característiques
La chinleïta-(Ce) és un sulfat de fórmula química NaCe(SO₄)₂(H₂O). Va ser aprovada com a espècie vàlida per l'Associació Mineralògica Internacional en el mes de juny de l'any 2024, i va ser publicada a la revista internacional The Canadian Journal of Mineralogy and Petrology per Anthony R. Kampf et al. en el mes d’abril de 2025 amb el títol «Chinleite-(Ce), NaCe(SO₄)₂(H₂O), a New Mineral from the Blue Streak Mine, Montrose County, Colorado, USA». Cristal·litza en el sistema trigonal.
Les mostres que van servir per a determinar l'espècie, el que es coneix com a material tipus, es troben conservades a les col·leccions mineralògiques del Museu d'Història Natural del Comtat de Los Angeles, a Los Angeles (Califòrnia) amb el número de catàleg: 76336, 76337 i 76338.
Segons la classificació de Nickel-Strunz pertany a «07.CD - Sulfats (selenats, etc.) sense anions addicionals, amb H₂O, amb cations grans només».

## Formació i jaciments
Va ser descoberta a la mina Blue Streak, situada al Bull Canyon, dins el comtat de Montrose (Colorado, Estats Units). Aquesta mina estatunidenca és l'únic indret de tot el planeta on ha estat descrita aquesta espècie mineral.